# Lasiolepturges
Lasiolepturges (лат.) — род усачей трибы Acanthocinini из подсемейства ламиин.

## Описание
Коренастые жуки с булавовидными бёдрам. От близких групп отличается следующими признаками: переднегрудь без боковых бугорков; надкрылья без центробазального гребня или продольного валика; мезовентральный отросток не бугорчатый; бёдра с очень длинными щетинками.

## Классификация и распространение
В составе рода 2 вида. Встречаются в  Южной Америке.
- Lasiolepturges similis Schmid, 2017[5]
- Lasiolepturges zikani Melzer, 1928[6]